# Conflict Intelligence Team
Conflict Intelligence Team (CIT) — независимая аналитическая группа, занимающаяся расследованием по открытым источникам обстоятельств вооружённых конфликтов. Возникла в 2014 году в среде российской оппозиции. Вместе с Bellingcat и InformNapalm относится к крупнейшим из подобных групп, возникших во время российско-украинской войны.
До сентября 2015 года группа называлась War in Ukraine (WiU; рус. Война на Украине), поскольку первоначально, с мая 2014 года, была сосредоточена на освещении российских военных действий на территории Украины. После начала военных действий России в Сирии сменила название на нынешнее. В разное время также расследовала деятельность российских войск в Ливии и Центральноафриканской Республике.
Основана Русланом Левиевым, российским программистом и оппозиционным активистом. На фоне аналогичных групп CIT выделяется малым количеством участников (6 основных участников и около 25 волонтёров) и их принадлежностью к российскому гражданству. Имена большинства членов группы по соображениям безопасности не разглашаются.

## История
Группа была основана в 2014 году российским программистом и оппозиционным активистом Русланом Левиевым. После аннексии Россией Крыма и начала войны в Донбассе Левиев начал освещать и расследовать события в рамках этих конфликтов, а также участие в них российских военных (участие регулярных войск ВС РФ в боевых действиях на востоке Украины не было признано Россией на официальном уровне). С конца октября 2021 года расследователи CIT отслеживали скопления российских войск на границе с Украиной и в начале 2022 года были готовы подтвердить сведения западных разведок о предстоящем вторжении. До 2022 года группа работала из Москвы и неоднократно сталкивалась с угрозами, которые включали две попытки возбуждения уголовного дела против Руслана Левиева, вызов его в военную прокуратуру, нападение неизвестного, телефонные звонки с угрозами убийством и хакерскую атаку со стороны группировки «Киберберкут».
С февраля 2022 года ежедневные сводки CIT выходили в видеоформате на канале Майкла Наки. С августа 2024 года на собственном канале CIT. 3 марта сайт в России был заблокирован Роскомнадзором. 5 марта 2022 года Левиев сообщил, что CIT закрыла офис в Москве и в полном составе покинула Россию, чтобы иметь возможность продолжать работу и «фиксировать каждый ход войны — в будущем это обязательно пригодится для суда», поскольку он не желает, «чтобы в учебниках истории было написано то, что хочет Путин». С тех пор группа действует из Тбилиси. 16 марта в отношении Руслана Левиева возбудили уголовное дело за распространение «заведомо ложной информации» об использовании российских вооруженных сил, и 18 мая Басманный районный суд Москвы по обращению Следственного комитета Российской Федерации заочно арестовал его на два месяца с момента задержания или возвращения на территорию России. По словам Левиева, на работу CIT уголовное дело никак не повлияет. 18 ноября 2022 года стало известно, что Минюст России внёс Руслана Левиева в реестр СМИ-«иноагентов». В августе 2023 года Генпрокуратура России признала организацию «нежелательной».
28 августа 2023 года сторона обвинения попросила приговорить основателя Conflict Intelligence Team Руслана Левиева и журналиста Майкла Наки, которых судили заочно в Басманном суде, к 13 годам колонии, а также запретить обоим администрирование сайтов в течение пяти лет. Левиева и Наки обвинили в распространении «фейков» о российской армии группой лиц «с искусственным созданием доказательств обвинения» и по мотивам политической ненависти. В итоге Басманный суд заочно приговорил Руслана Левиева и Майкла Наки к 11 годам лишения свободы.

### Разработка средств для обхода ограничений Роскомнадзора
В 2013 году, когда хакерская группировка «Шалтай-Болтай» взломала почту заместителя начальника управления по внутренней политике Администрации президента Тимура Прокопенко, были опубликованы письма, в которых руководитель Роскомнадзора Александр Жаров жаловался Прокопенко на посты Левиева в связи с его участием в разработке средств для обхода ограничений, наложенных на блог Алексея Навального.

## Деятельность
Участник Bellingcat Арик Толер писал, что CIT выполнила ряд получивших международное признание расследований о наличии и действиях российских войск в Сирии и Украине — в частности, о гибели российских солдат в этих странах и об использовании Россией в Сирии кассетных боеприпасов, заявляя, что явные признаки их использования (отрицаемого российскими властями) были обнаружены на фото- и видеосъёмках из российских государственных СМИ. Кроме того, Толер указал на то, что группа сотрудничает с крупными мировыми СМИ, которые публикуют её расследования, в том числе с BBC, Reuters, SkyNews и Spiegel.
Политолог Сара Файнберг отмечала, что путём изучения фотографий войск и карт CIT опровергла и «официальный тезис о том, что Россия в Сирии ограничивалась воздушными операциями и не участвовала в наземных боях». Совместно с Bellingcat участник группы Кирилл Михайлов занимался изучением обстоятельств катастрофы Boeing 777 в Донецкой области в 2014 году. Кроме того, CIT выясняла детали биографии подозреваемых в отравлении Сергея и Юлии Скрипаль в 2018 году, расследовала убийство участника белорусских протестных акций Александра Тарайковского в 2020 году и детально информировала о подготовке Россией вторжения на Украину в 2022.
С начала полномасштабного вторжения России на территорию Украины 24 февраля 2022 года CIT освещает действия сторон конфликта.

## Финансирование
По словам Левиева, сначала группа работала на средства её участников, потом начала собирать пожертвования и несколько раз получала их от крупных международных СМИ. Во время войны в Сирии CIT сделала попытку провести фандрайзинговую кампанию, которая «пошла не очень», поэтому были поданы заявки на иностранные гранты, и в 2016 году одна из них была удовлетворена. По данным РБК на 2016 год, группа существует на собственные средства, частные пожертвования и иностранный грант.

## Оценки
Группа вошла в список лучших журналистских проектов 2022 года на русском языке по версии «Медузы», отметившей её большую работу по документированию различных событий российского вторжения на Украину, публикацию подробных сводок, а также регулярные выступления в независимых СМИ.